# Bila Tserkva
Bila Tserkva (ukrainska: Біла Церква, ryska: Белая Церковь) är en stad i Kiev oblast i centrala Ukraina. Staden ligger vid floden Ros, cirka 78 kilometer sydväst om Kiev. Bila Tserkva beräknades ha 207 273 invånare i januari 2022.

## Historia
Bila Tserkva grundades år 1032 under Kievrikets tid. Från 1363 tillhörde staden Storfurstendömet Litauen, och från 1569 Polen. 1795 kom staden under rysk överhöghet.
Bila Tserkva var 1918–1919 säte för Symon Petljuras regering.

### Brott mot mänskligheten 1941
Under andra världskriget genomförde tyska Einsatzgruppe C ett flertal massakrer i Ukraina, bland annat i Babij Jar. I slutet av augusti 1941 beordrades en trupp ur SS-Standartenführer Paul Blobels Sonderkommando 4a att i Bila Tserkva avrätta nära 100 judiska barn genom arkebusering. Den 29-årige SS-Obersturmführer August Häfner övervakade massavrättningen på eftermiddagen den 22 augusti 1941. 